# غفة شائعة
الغفة الشائعة أو الصفوة الشائعة أو الصفصف الشائع أو الغفة (باللاتينية: Aristida adscensionis) نوع نباتي يتبع جنس الغفة من الفصيلة النجيلية.

## الموئل والانتشار
موطن هذا النوع بلاد الشام والجزيرة العربية ومصر والمغرب العربي والقوقاز وإسبانيا وإيطاليا واليونان وقبرص وتركيا.
ينتشر الغفة في جميع أرجاء الوطن العربي من شبه الجزيرة العربية إلى الشام ومصر وصولاً إلى جميع مناطق المغرب العربي. ينتشر أيضاً في مناطق شرق حوض البحر الأبيض المتوسط، وإيران وأفغانستان وغرب باكستان وشمال غربي الهند وبلدان القوقاز وآسيا الوسطى وغرب التبت.

## الوصف النباتي
النبات معمر يصل ارتفاعه إلى 40 سم.
الغفةُّ ينبت بعد سقوط الأمطار من أرومة وهو عيدان كثيفة تنبت مرتفعة للأعلى بلون أخضر مصفر ما دام رطباً فإذا جف إبيض وعيدانه قصب به عقلتان أو ثلاث وسمك قصبته 2مم، تخرج من عيدان الغفة أوراق يصل طولها 10 سم، ويزهر فيما بين شهري آذار وأيار. أما منابت الغفة فهي السهول الرملية الدمثة.

## تسمية النبات
اهتم به العرب وسموه بعد أسماء وأوصاف تنطبق على كل مرحلة من نموه فهو رِقَةُ في أوّلُ نباتِه وغفةُّ ما دام رطباً، وطريفٌ إذا أبيض وحَلِيُّ إذا ضخم ويبس، ودويل إذا جف وتقادم بحيث لا يحمد في المرعى، والمشبّه إذا اصفر والأرض السهلة التي تنبته تسمى الباعجة، أما قضبان الغفة فهي سُماليخ، والـجَمِيمَةُ: النَّصِيَّةُ إِذا بلغت نصف شهر فملأَت الفم، والعُنْفُوة أيضاً يبِـيس النَّصيّ،أما الأرضُ المُسْتَوِيَةُ اللَّيِّنُة التي يُنْبِتُ النَّصِيَّ فهي السَّرْدَحُ.